# Drametse Ngacham
Der Drametse Ngacham („Maskentanz der Trommeln von Drametse“, nga bedeutet „Trommel“ und Cham bedeutet „Maskentanz“) ist ein heiliger Tanz, der im Dorf Drametse im Osten Bhutans aufgeführt wird. Er wird zweimal im Jahr während des Drametse-Festivals aufgeführt, das im fünften und im zehnten Monat des bhutanischen Kalenders stattfindet. Das Festival wird vom Kloster Ogyen Tegchok Namdroel Choeling zu Ehren von Padmasambhava, einem buddhistischen Meister aus dem 8. Jahrhundert, organisiert.
Der Tanz wird von sechzehn maskierten männlichen Tänzern und zehn Musikern aufgeführt. Die Tänzer tragen klösterliche Gewänder und Holzmasken mit Merkmalen realer und mystischer Tiere. Die Musiker spielen „Becken, Trompeten und Trommeln, darunter die Bang Nga, eine große zylindrische Trommel, die Lag Nga, eine kleine handgehaltene runde flache Trommel, und die Nga Chen, eine Trommel, die mit einem gebogenen Trommelstock geschlagen wird.“ Sie führen zunächst im Soeldep Cham, dem Hauptheiligtum, einen Gebetstanz auf, bevor sie einer nach dem anderen im Innenhof des Klosters erscheinen. Der Tanz besteht aus zwei Teilen: einem ruhigen, kontemplativen Teil, der die friedlichen Gottheiten darstellt, und einem schnellen, athletischen Teil für die zornigen.
Der bhutanesische Heilige Khedup Kuenga Wangpo hat Tanz im Jahr 1518 eingeführt; er wird seit dem späten neunzehnten Jahrhundert auch in anderen Teilen Bhutans verbreitet. Er hat sich zu einer Kunstform entwickelt, da er die Identität der bhutanischen Nation repräsentiert.
Der Tanz wurde 2008 in die UNESCO-Liste des immateriellen Kulturerbes der Menschheit aufgenommen, nachdem er 2005 schon benannt wurde. In der ursprünglichen Proklamation heißt es: „Die Zahl der Praktizierenden nimmt aufgrund der fehlenden Probenzeit, des Fehlens eines systematischen Mechanismus zur Ausbildung und Ehrung der Tänzer und Musiker und des allmählich nachlassenden Interesses junger Menschen ab.“
Das Institut für Sprach- und Kulturstudien der Königlichen Universität Bhutan koordinierte und implementierte ein Projekt zur Erhaltung und Förderung des Tanzes. Das Projekt wurde von einem japanischen Treuhandfonds zur Sicherung des immateriellen Kulturerbes der UNESCO über die UNESCO finanziert. Es beinhaltete, die Ausbildungskapazitäten des Klosters zu stärken, vorhandene Dokumentationen zusammenzustellen, Videos des Tanzes aufzunehmen, seine Geschichte zu erforschen sowie Werbemaßnahmen durchzuführen. Ergebnisse des Projekts waren ein auf Englisch und Dzongkha verfasstes Buch über den Tanz und ein begleitender Film.